# Thomas Meram
Thomas Meram (* 6. August 1943 in Telkaif, Irak) ist ein irakischer Geistlicher und emeritierter chaldäisch-katholischer Erzbischof von Urmia und Bischof von Salamas.

## Leben
Thomas Meram empfing am 11. Juni 1967 das Sakrament der Priesterweihe. 
Am 30. November 1983 ernannte ihn Papst Johannes Paul II. zum Erzbischof von Urmia und zum Bischof von Salamas. Der Erzbischof von Teheran, Youhannan Semaan Issayi, spendete ihm am 11. März 1984 die Bischofsweihe; Mitkonsekratoren waren der Erzbischof der Erzeparchie Ahvaz, Hanna Zora, und der Apostolische Pro-Nuntius im Iran, Erzbischof Giovanni De Andrea. Er war von 2000 bis 2003 als Nachfolger von Vartan Tekeyan Vorsitzender der Iranischen Bischofskonferenz.
Von August 2021 bis zum 10. November 2023 verwaltete er zusätzlich die vakante Erzeparchie Teheran als Patriarchaladministrator.
Zum 6. Januar 2024 trat er altersbedingt von seinem Amt zurück.